# Colin Greenwood
Colin Charles Greenwood (Oxford, Inglaterra, 26 de junio de 1969), más conocido como Colin Greenwood, es un bajista británico y uno de los miembros fundadores de la banda Radiohead. Su hermano, el guitarrista Jonny Greenwood, también es integrante del grupo. Últimamente es Bad Seed con Nick Cave al menos en su gira Wild tour.

## Primeros años
Conoció a los doce años a Thom Yorke en el colegio público de Abingdon, al que asistían también futuros miembros de Radiohead como Ed O'Brien y Phil Selway. A los quince años empezó a tomar clases de guitarra y descubrió la música jazz, la música clásica de comienzos del siglo XX. Según Greenwood, se trasladó al puesto de bajista por necesidad: "Éramos personas que cogían sus respectivos instrumentos porque queríamos tocar música juntos, y no queríamos tocar un instrumento en particular. Todo era desde un ángulo más colectivo, y si podías contribuir trayendo a alguien que tocara tu propio instrumento mucho mejor. No me veo a mí mismo como un bajista. Sólo estoy en una banda con otra gente".

## Radiohead
Greenwood decidió formar una banda con Yorke en 1986, conocida como On A Friday. Ed O'Brien se unió al dúo y finalmente también se reclutó a Phil Selway. Poco después, el hermano menor de Colin, Jonny, que en aquel momento contaba sólo con catorce años de edad, se unió a la banda de su hermano. Durante su etapa de estudiante de inglés en Peterhouse, Cambridge, Greenwood se introdujo en la literatura moderna americana de autores como Raymond Carver y John Cheever. En Peterhouse, Greenwood sirvió de oficial de entretenimiento de la universidad y consiguió algunos conciertos de On A Friday. Después, mientras trabajaba en la tienda de música Our Price, convenció a un ejecutivo de EMI para firmar un acuerdo con su banda, que por aquel momento ya se habían renombrado como Radiohead.
En Radiohead, Greenwood toca multitud de instrumentos aparte del bajo: teclados, guitarra, sintetizadores, percusión, contrabajo, etc.

## Trabajo en solitario
En 2003, Colin Greenwood tocó el bajo en el tema "24 Hour Charleston", perteneciente a Bodysong, el primer álbum solista de su hermano Jonny Greenwood.
En 2008, en su primer proyecto en el que no estaba envuelto ningún otro miembro de Radiohead, Colin tocó el bajo en la banda sonora de James Lavino para el filme Woodpecker de Alex Karpovsky. La misma también cuenta con la participación de Lee Sargent y Tyler Sargent, del grupo Clap Your Hands Say Yeah.
En 2014, Greenwood contribuyó al álbum Tomorrow's Modern Boxes de Thom Yorke, el solista de Radiohead, programando el beat de la canción "Guess Again!". Ese mismo año colaboró con su hermano Jonny Greenwood y con Clive Deamer en el tema "Under The Paving-Stones, The Beach!", realizado para la banda sonora de la película Inherent Vice de Paul Thomas Anderson.

## Equipamiento
Bajos eléctricos

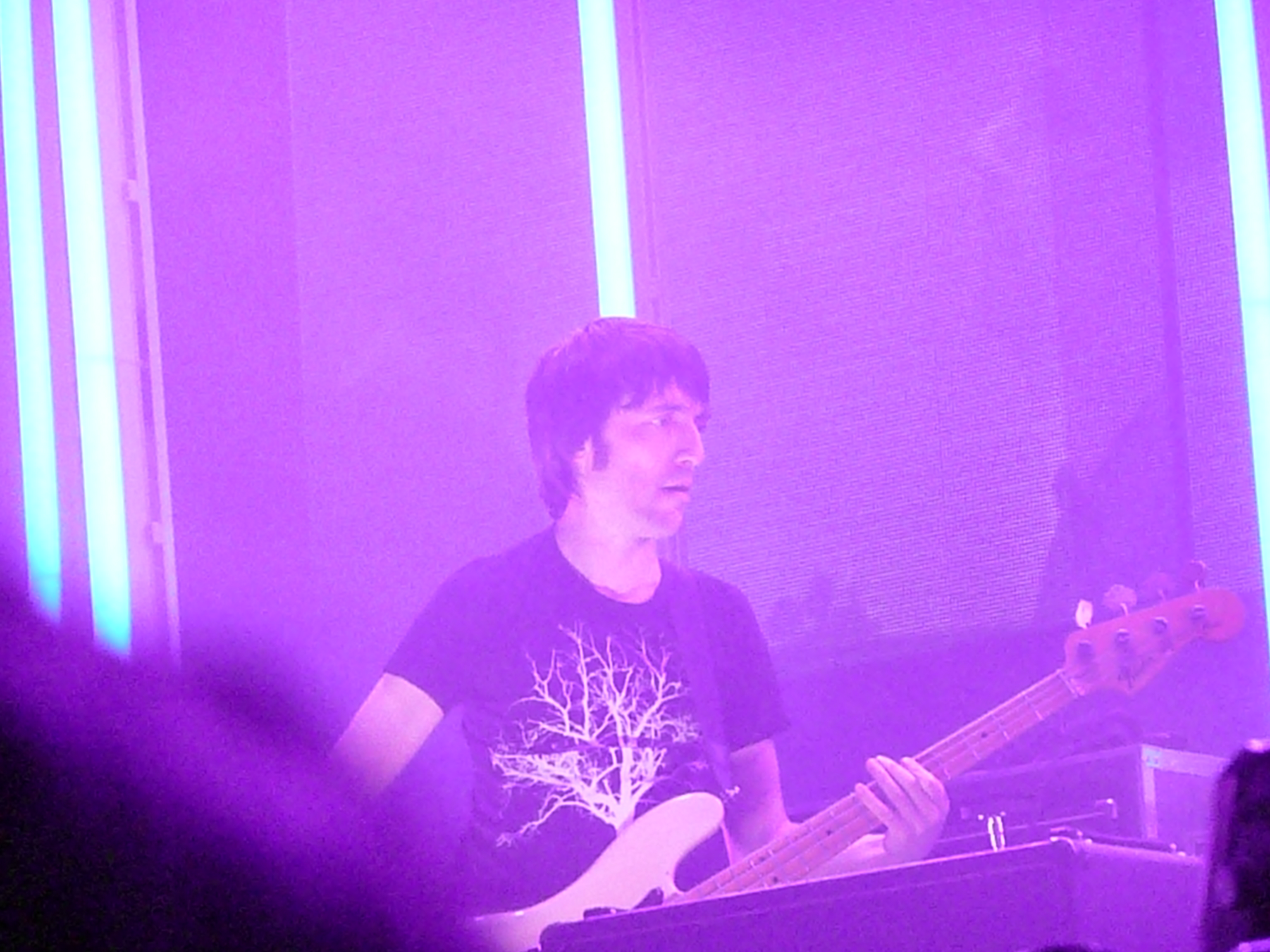
Colin Greenwood con Radiohead en 2008.

- Fender Precision Bass (color crema), hecho en 1973
- Music Man Sterling (usado en la era  Pablo Honey y The Bends)
- Fender Jazz Bass con Seymour Duncan STR-J1 en puente y cuerpo
- Fender Coronado Bass con acabado "tobacco sunburst"
- Fender Telecaster Bass (negro), hecho en 1971
- Guild Bass con acabado "cherry sunburst"
- Fender Jaguar Bass (negro)
- Cuerdas La Bella Deep talkin' 760RL
- Cuerdas Stadium Elites 45,65,85,105
- Uñetas Tortex '88's

Amplificadores / combos
- Cabezal clásico 240v Ampeg SVT-CLU y gabinete 8x10
- En algunas presentaciones usó el Ampeg B-15RW con acabado "blue diamond"
- Otros: cabezal ABM EVO 500 II y gabinete ABM 810

Pedales de efectos
- Lovetone Big Cheese
- Shin-ei Companion FY-2 Fuzz
- BOSS DD-5 Digital Delay
- BOSS LS-2 Line Selector
- Tech 21 SansAmp Bass Driver DI
- Akai Headrush E2, y E1

Especificaciones técnicas
- Según Graham Lees, ingeniero de sonido de Radiohead, "el bajo ocupa DI-ed y Mic-ed con un Sennheiser 609".